# Edmund Piątkowski
Edmund Piątkowski   (Florentynów, 31 de gener de 1936 - Varsòvia, 28 de març de 2016) fou un atleta polonès, especialista en el llançament de disc, que va competir durant les dècades de 1950 i 1960. Era el marit de la també atleta polonesa Maria Piątkowska.
Durant la seva carrera esportiva va prendre part en tres edicions dels Jocs Olímpics d'Estiu, el 1960, 1964 i 1968. En tots els Jocs disputà la prova del llançament de disc del programa d'atletisme. Fou cinquè a Roma, i setè a Tòquio i Ciutat de Mèxic.
En el seu palmarès destaca una medalla d'or en la prova del llançament de disc del Campionat d'Europa d'atletisme de 1958. També guanyà una medalla d'or en disc a les Universíades de 1961. Guanyà tretze campionats nacionals de disc, el 1955, de 1957 a 1966 i de 1968 a 1969. El juny de 1959 Va establir el rècord del món de l'especialitat amb un llançament de 59,91 metres. També establí dos rècords europeus de disc.

## Millors marques
- Llançament de pes. 18,05 metres (1964)
- Llançament de disc. 61,12 metres (1967)[6]